# Lydia Lunch
Lydia Lunch, właśc. Lydia Koch (ur. 2 czerwca 1959 w Rochester, w stanie Nowy Jork) – amerykańska wokalistka, poetka, pisarka i aktorka; jedna z czołowych postaci nowojorskiego ruchu no wave.

## Dyskografia
- No New York, Teenage Jesus & the Jerks (kompilacja Antilles 1978)
- Babydoll b/w Freud In Flop, Teenage Jesus & the Jerks (7” / Lust/Unlust, 1979)
- Try Me b/w Staircase, Beirut Slump (7” / Lust/Unlust, 1979)
- Orphans b/w Less of Me, Teenage Jesus & the Jerks (7” / Migraine, 1979)
- Pink, Teenage Jesus & the Jerks (12” / Lust/Unlust, 1979)
- Pre-Teenage Jesus, Teenage Jesus & the Jerks (12” / ZE, 1979)
- Off White, James White and the Blacks (LP / ZE, 1979; także jako Stella Rico)
- Queen of Siam, solo (LP / ZE, 1979)
- Diddy Wah Diddy b/w Dead Me You B-Side, 8-Eyed Spy (7” / Fetish, 1980)
- 8-Eyed Spy, 8-Eyed Spy (LP / Fetish, 1981)
- Live, 8-Eyed Spy (kaseta magnetofonowa / ROIR, 1981)
- Devil Dogs (1981)
- 13.13, solo (LP / Ruby Records, 1981)
- The Agony is the Ectasy, solo (split 12” EP z The Birthday Party / 4AD, 1982)
- Some Velvet Morning, z Rowland S. Howard (12” EP / 4AD, 1982)
- Der Karibische Western, Die Haut (12” EP, 1982)
- Thirsty Animal, Einstürzende Neubauten (12” EP, 1982)
- Boy-Girl, Sort Sol (7”, 1983)
- Dagger & Guitar, Sort Sol (LP, 1983)
- In Limbo, z Thurston Moore (12” EP / Widowspeak, 1984)
- Death Valley '69, z Sonic Youth (7”, 1984)
- The Drowning of Lucy Hamilton, z Lucy Hamilton (12” EP / Widowspeak, 1985)
- A Dozen Dead Roses, No Trend (LP, 1985)
- Heart of Darkness, z No Trend (10” EP / Widowspeak, 1985)
- Death Valley '69, z Sonic Youth (12”, 1986)
- Hysterie, kompilacja nagrań 1976-1986 (LP, 1986 / Widowspeak Records)
- The Crumb, z Thurston Moore (12” EP / Widowspeak, 1987)
- Honeymoon In Red, z The Birthday Party (LP, 1987)
- Stinkfist, z Clint Ruin (12” EP, 1987)
- Naked In Garden Hills, Harry Crews (1989)
- Don't Fear the Reaper, z Clint Ruin (12” EP, 1991)
- Shotgun Wedding, z Rowland S. Howard (CD, 1991)
- A Girl Doesn't Get Killed by a Make Believe Lover...'cuz its Hot!, z My Life with the Thrill Kill Kult (CDS, 1991)
- Head On, Die Haut (CD / Triple X, 1992)
- Sweat, Die Haut (CD / Triple X, 1992)
- Twisted, solo (7”, 1992)
- Unearthly Delights, solo (7”, 1992)
- Transmutation + Shotgun Wedding Live in Siberia, z Rowland S. Howard (CD, 1994)
- Everything, Teenage Jesus & the Jerks (CD / Atavistic, 1995)
- Luncheone, 8-Eyed Spy (CD / Atavistic, 1995)
- No Excuse b/w A Short History of Decay, z Lee Ranaldo) (7” / Figurehead, 1997)
- The Desperate Ones, z Glyn Styler) (CD EP / Atavistic, 1997)
- York (First Exit To Brooklyn), z The Foetus Symphony Orchestra (CD, 1997)
- Matrikamantra, solo (CD, 1997)
- Widowspeak: The Original Soundtrack, solo (2 CD / NMC, 1998)
- Smoke In The Shadows, solo (CD / Atavistic, 2004)
- Omar Rodríguez-López & Lydia Lunch, & Omar Rodríguez-López (EP / Willie Anderson Recordings 2007)
- Big Sexy Noise Lydia Lunch, James Johnston, Terry Edwards & Ian White (CD / Sartorial Records, 2009)
- Big Sexy Noise / Trust The Witch, Lydia Lunch, James Johnston, Terry Edwards & Ian White (CD / Le Son du Maquis, 2011)
- Lydia Lunch & Philippe Petit – In Comfort, 2011, Vinyl, 12”, Picture Disc, cz007 Comfortzone